# Dawa Hotessa
Dawa Hotessa (Adís Abeba, 9 de marzo de 1996) es un futbolista etíope que juega en la demarcación de delantero para el Hadiya Hossana FC de la Liga etíope de fútbol.

## Selección nacional
Hizo su debut con la selección de fútbol de Etiopía el 3 de agosto de 2014 en un partido amistoso contra Angola que finalizó con un resultado de 1-0 a favor del combinado angoleño tras el gol de Fredy. Además disputó la Copa CECAFA 2017 y la Copa Africana de Naciones 2021.

### Participaciones en la Copa Africana de Naciones
| Copa Africana de Naciones      | Sede    | Resultado    | Partidos | Goles |
| ------------------------------ | ------- | ------------ | -------- | ----- |
| Copa Africana de Naciones 2021 | Camerún | Primera fase | 2        | 1     |

### Goles internacionales
| # | Fecha                    | Estadio                                     | Oponente | Gol | Resultado | Competición                                                   |
| - | ------------------------ | ------------------------------------------- | -------- | --- | --------- | ------------------------------------------------------------- |
| 1 | 7 de diciembre de 2017   | Estadio Bukhungu, Kakamega, Kenia           | Burundi  | 1-1 | 1-4       | Copa CECAFA 2017                                              |
| 2 | 13 de enero de 2022      | Estadio de Limbé, Limbe, Camerún            | Sudán    | 1-0 | 3-2       | Copa Africana de Naciones 2021                                |
| 3 | 31 de mayo de 2022       | Estadio Adama, Adama, Etiopía               | Lesoto   | 1-0 | 1-1       | Amistoso                                                      |
| 4 | 9 de junio de 2022       | Estadio Nacional de Bingu, Lilongüe, Malaui | Egipto   | 1-0 | 2-0       | Clasificación para la Copa Africana de Naciones de 2023       |
| 5 | 3 de septiembre de 2022  | Estadio Huye, Butare, Ruanda                | Ruanda   | 0-1 | 0-1       | Clasificación para el Campeonato Africano de Naciones de 2022 |
| 6 | 26 de septiembre de 2022 | Estadio Abebe Bikila, Adís Abeba, Etiopía   | Sudán    | 1-0 | 2-2       | Amistoso                                                      |

## Clubes
| Club              | País    | Año       | Partidos | Goles |
| ----------------- | ------- | --------- | -------- | ----- |
| Saint-George SA   | Etiopía | 2013-2016 |          |       |
| Adama City FC     | Etiopía | 2016-2020 | 14+      | 22    |
| Hadiya Hossana FC | Etiopía | 2020-2021 | 22       | 6     |
| Adama City FC     | Etiopía | 2021-2023 | 36       | 11    |
| Hadiya Hossana FC | Etiopía | 2023-     |          |       |